# Synchlora intacta
Synchlora intacta là một loài bướm đêm trong họ Geometridae.